# Szwedzki Batalion Ochotniczy
Szwedzki Batalion Ochotniczy (szw. Svenska frivilligbataljonen), zwany też Batalionem „Hanko” – ochotniczy oddział wojskowy złożony ze Szwedów w armii fińskiej podczas wojny kontynuacyjnej 1941–1944
Podobnie, jak w czasie wojny zimowej pomiędzy Finlandią i ZSRR w latach 1939–1940, tak samo po zaatakowaniu Sowietów przez wojska niemieckie i sprzymierzone 22 czerwca 1941 r., do armii fińskiej zaczęli zgłaszać się szwedzcy ochotnicy. Pierwsi Szwedzi zaczęli przybywać do ambasady Finlandii w Sztokholmie już 27 czerwca. Głównodowodzący szwedzkimi siłami zbrojnymi gen. Olof Thörnell stwierdził, że będzie cennym uzyskanie doświadczenia bojowego przez szwedzkich żołnierzy. Dlatego wystąpił do szwedzkiego rządu o uzyskanie pozwolenia na rekrutację do Finlandii wojskowych rezerwy lub będących w stanie spoczynku. 4 lipca dostał zgodę na zwerbowanie do 5 tys. wojskowych ochotników i do 200 osób personelu cywilnego. W tym czasie już ok. 1,6 tys. Szwedów zarejestrowało się jako ochotnicy do Finlandii. Szwedzkie władze przyjęły kryteria ukończenia służby wojskowej i posiadania odpowiedniej sprawności fizycznej dla ochotników, stąd podania wielu z nich zostały odrzucone.
Ochotnicy, którzy przeszli weryfikację, zostali zgrupowani w ośrodku szkoleniowym w Turku, gdzie utworzono z nich oddział w sile batalionu piechoty. Składał się on ze sztabu, pododdziału sztabowego (d-ca por. Gunnar Gyllenhaal), saperów, łączności i medycznego oraz trzech kompanii strzelców (w każdej z nich był pluton ciężkich karabinów maszynowych i pluton przeciwpancerny). Przy batalionie było też ok. 50 osób personelu cywilnego. Dowódcami kompanii strzelców byli: kpt. Jon Liljedahl, kpt. Malcom Murray i kpt. Anders Grafström. Na czele batalionu stanął ppłk Hans Berggren, zaś funkcję szefa sztabu pełnił por. Gösta Colliander. Część oficerów miała doświadczenia bojowe jeszcze z okresu wojny zimowej.
Po krótkim przeszkoleniu wojskowym Szwedzi przybyli do Finlandii, gdzie na przełomie lipca i sierpnia skierowano ich na front na półwysep Hanko. Istniała tam sowiecka baza morska, która od początku wojny była oblężona przez fińskie wojska.
Oddział, liczący ok. 800 ludzi, otrzymał oficjalną nazwę Szwedzkiego Batalionu Ochotniczego. 17 sierpnia włączono go w skład fińskiego 55 Pułku Piechoty pod dowództwem płk. Runo Wiberga. Służba ograniczała się do działań patrolowych, prac polowych i drobnych starć ogniowych z nieprzyjacielem. 7 października batalion był wizytowany przez księcia Gustawa Adolfa.
Pod koniec października sowieckie okręty Floty Bałtyckiej ewakuowały garnizon Hanko. 4 grudnia do opuszczonej bazy wkroczyły oddziały fińskie, w tym Szwedzki Batalion Ochotniczy. 15 grudnia odbyła się uroczysta parada przed marszałkiem Carlem Gustafem Mennerheimem. 18 grudnia batalion został zdemobilizowany, zaś Szwedzi powrócili do ojczyzny. Ich straty wyniosły ogółem 25 zabitych i 75 rannych. Część szwedzkich ochotników pozostała w fińskiej armii. Sformowano z nich Szwedzką Kompanię Ochotniczą. Ponadto ok. 50 Szwedów rozdysponowano pomiędzy różne jednostki fińskie.